# 双寺 (北京西城)
双寺是位于中国北京市西城区双寺胡同11号的汉传佛教寺院。

## 历史
该寺建于明朝成化元年（1465年），由神宫监太监刘嘉林舍宅兴建，为大应法王的下院，寺建成后赐额曰“广济寺”。明朝成化十六年（1480年），尚膳监太监刘祥、高通等人出资改建。分为东、西两寺，东曰“嘉慈寺”，西曰“广济寺”。明朝嘉靖三十年（1551年）、万历九年（1581年）两度重修，万历三十一年（1603年）再度重修，赐名“双寺”。

## 建筑
嘉慈寺原有殿堂三进，现仅尚存碑碣。广济寺尚存前殿三间，中殿五间，后殿五间，后罩楼五间及东西配殿等建筑，保存较为完好，现在由健康报社使用。